# Pietro Boccia
Pietro Boccia (Baia e Latina, 29 giugno 1944) è uno scrittore, sociologo e giornalista italiano.
Laureato, dopo il Liceo classico, in Filosofia, nel 1974, e in Sociologia, nel 1977, e abilitato in Scienze psicologiche, è autore di saggi e di testi scolastici per i licei socio-psicopedagogici e per gli istituti superiori. Ha tenuto seminari sulle problematiche giovanili presso l'Università di Cassino; insegna all'università Unitelma (Sapienza) e tiene per il Ministero della pubblica istruzione corsi di formazione e aggiornamento per docenti delle scuole superiori. Già docente a contratto di Pedagogia generale al Dipartimento di Psicologia dell'Università Statale "Luigi Vanvitelli" e attualmente docente di Psicologia della salute all'Università eCAMPUS.
Ha collaborato con riviste tra le quali Vita dell'Infanzia, Problemi d'oggi, Progresso del Mezzogiorno, Rivista Rosminiana di filosofia e cultura, Quaderni radicali.
Iscritto al Partito Socialista Italiano, ha collaborato al quotidiano Avanti! ai tempi della segreteria di Bettino Craxi. È stato direttore della rivista Redazione giovani e codirettore della rivista Evidentia. Attualmente è direttore per la Casa Editrice Psiconline della Collana "SCIENZE UMANE". Nel 2010 entra nel Comitato Scientifico dell'Associazione Filomati.
Nei suoi studi si è occupato di tematiche giovanili, in particolare delle cause della contestazione giovanile del 1968 e del fenomeno della tossicodipendenza, che secondo Boccia sarebbero collegati tra loro a causa della nascita della cultura del «permissivismo generalizzato».

## Opere
- Sociologia. Teoria, storia, metodi e campi di esperienza sociale (Zanichelli 2001) ISBN 8808073610
- Fuga illusoria (Ripostes) ISBN 9788808073617
- Psicologia (Zanichelli, 2002) ISBN 8808073556
- Giovani allo specchio (Ripostes, 1988) ISBN 8887764528
- Metodologia della ricerca nelle attività psicopedagogiche e nella vita sociale (Zanichelli 1999) ISBN 8808073599
- Etica della libertà e riformismo (Ripostes)
- Socializzazione e controllo sociale (Liguori, 2002) ISBN 882073348X

### Manuali scolastici
- Schede di approfondimento a cura di Pietro Boccia, in Storia semiseria del mondo di Marcello D'Orta (Spring, 2001),ISBN 8887764484.
- Mente e società. Corso di scienze sociali. Per la 1ª classe del Liceo delle scienze sociali (Liguori 2001) ISBN 8808073637
- Psicologia generale e sociale. Corso introduttivo di psicologia, sociologia e statistica, Zanichelli Editore, Bologna 1999 ISBN 8820729377
- Sviluppo evolutivo e diversità. Corso di scienze sociali (psicologia sociale ed evolutiva, geografia antropica, sociologia, scienza della formazione...), Liguori Editore, Napoli 2000 ISBN 8820731657
- Metodi e tematiche della ricerca socio-psico-pedagogica, Lulu editore, Londra 2008 ISBN 9788820729370
- Comunicazione e mass media. Tecniche di comunicazione e relazione, Zanichelli Editore, Bologna 1999 ISBN 8808073572
- Manuale di Sociologia, Lulu editore, Londra 2006 ISBN 9788820731397
- Socializzazione e controllo sociale. Corso di scienze sociali per il triennio del Liceo delle scienze sociali, Liguori Editore, Napoli 2000 ISBN 882073348X
- Statuto epistemologico delle scienze sociali. Corso di Scienze sociali per la 1ª classe del triennio del liceo delle Scienze sociali, Liguori Editore, Napoli 2001 ISBN 882073222X
- Manuale di Scienze umane e sociali, Lulu editore, Londra 2007 ISBN 9788820731656
- Linguaggi e multimedialità, SimoneScuola Editore, Napoli 2004 ISBN 8824487076
- Manuale di Scienze delle comunicazioni, Lulu editore, Londra 2007 ISBN 9788820729349
- Manuale di Pedagogia, Psiconline edizioni, Francavilla al Mare 2012 ISBN 9788808073617
- Sommario di filosofia contemporanea (Spring, 2003)ISBN 8887764220
- Manuale di Scienze sociali, Lulu editore, Londra 2008 ISBN 9788820731656
- Tecniche di comunicazione e relazioni pubbliche, SimoneScuola Editore, Napoli 2000 ISBN 8824477739
- Manuale di psicologia applicata, Psiconline Edizioni, Francavilla al Mare 2008 ISBN 9788889845196
- Manuale di antropologia, Lulu editore, 2010 Londra ISBN 8820731686
- Il SessantOtto, Boopen Editore, Napoli 2008 ISBN 9788862232807
- Manuale di Psicologia generale, Psiconline Edizioni, Francavilla al Mare 2010 ISBN 9788889845387
- Manuale di Sociologia (2 voll.), Psiconline Edizioni, Francavilla al Mare 2011 ISBN 9788889845554
- Manuale di Psicologia per il primo biennio del Liceo delle Scienze Umane, Psiconline Edizioni, Francavilla al Mare 2011 ISBN 9788889845561
- Psicologia 2, SimoneScuola Editore, Napoli 2011 ISBN 9788824431316
- Manuale di Psicologia e metodologia della ricerca per il primo Biennio del Liceo Economico-sociale, Psiconline Edizioni, Francavilla al Mare 2011 ISBN 978-8839303516
- Manuale di Pedagogia per il primo biennio del Liceo delle Scienze Umane, Psiconline Edizioni, Francavilla al Mare 2011 ISBN 9788808073617
- Tecniche di comunicazione, SimoneScuola Editore, Napoli 2012 ISBN 9788824431408
- I Dirigenti Scolastici, preparazione alla prova d'esame, EdiSES editore, Napoli 2012 ISBN 9788865842034
- Profili di Scienze Umane, SimoneScuola Editore, Napoli 2012 ISBN 9788824431385
- Manuale di Antropologia per il secondo Biennio del Liceo delle Scienze Umane, Psiconline Edizioni, Francavilla al Mare ISBN 9788839303042
- Teoria della comunicazione, SimoneScuola Editore, Napoli 2012 ISBN 9788824433860
- Le strade dell'uomo, SimoneScuola Editore, Napoli 2012 ISBN 9788824431361
- Avvertenze generali al concorso a cattedra nella scuola secondaria di II grado, Maggioli editore, Rimini 2016 ISBN 9788838776625
- Avvertenze generali al concorso a cattedra nella scuola primaria, Maggioli editore, Rimini 2016 ISBN 9788838776571
- Avvertenze generali al concorso a cattedra nella scuola secondaria di I grado, Maggioli editore, Rimini 2016 ISBN 9788838776632
- Avvertenze generali al concorso a cattedra nella scuola dell'infanzia, Maggioli editore, Rimini 2016 ISBN 9788838776595
- Le attività di sostegno didattico (a cura di), Edises editore, Napoli 2013 ISBN 9788865842195
- Filosofia e storia in compendio, MonteCovello editrice 2013 ISBN 9788867331734
- Filosofia e scienze dell'educazione, MonteCovello editrice 2013 ISBN 9788867331758
- Una scuola aperta a tutti, Anicia edizioni, Roma 2014 ISBN 9788867091225
- Le indicazioni nazionali per il curricolo dell'istituto comprensivo, Anicia editore, Roma 2014 ISBN 9788867091546
- Manuale del Dirigente scolastico, Maggioli editore, Rimini 2015 ISBN 9788891608833
- La scuola secondaria di secondo grado, Anicia editore, Roma 2015 ISBN 9788867091843
- Certificare le competenze nella scuola italiana, Anicia editore, Roma 2015 ISBN 9788867092109
- la "Buona Scuola", Anicia editore, Roma 2015 ISBN 9788867092215
- La prova scritta per il concorso a cattedre nelle scuole di ogni ordine e grado, Maggioli editore 2016 ISBN 9788891616173
- Il Codice legislativo della didattica speciale, Anicia editore, Roma 2016 ISBN 978-8867092253
- Lezioni simulate per la prova orale del concorso a cattedre, Maggioli editore, 2016 ISBN 978-8891643377
- Manuale di preparazione al concorso per DIRIGENTE SCOLASTICO, seconda edizione, Maggioli editore, Rimini 2016 ISBN 9788891619037
- Il RAV e il PdM nella scuola italiana, Anicia editore, Roma 2016 ISBN 9788867092758
- Il profilo del Dirigente scolastico nei Paesi dell'Unione europea, Anicia editore, Roma 2017 ISBN 9788867093069
- Il Direttore dei Servizi generali e amministrativi (DSGA), Maggioli editore, Rimini 2017 ISBN 9788891621368
- Il Direttore dei servizi generali ed amministrativi (DSGA). I quiz per la preparazione al concorso, Maggioli editore, Rimini 2017 ISBN 9788891621412
- Pratica quotidiana per la governance della scuola, Anicia, Roma 2017 ISBN 9788867093205
- Sostegno nelle scuole di ogni ordine e grado, Maggioli editore, Rimini 2017 ISBN 9788891623553
- Prova scritta e prova orale per il sostegno didattico, Maggioli editore, Rimini 2017 ISBN 9788891623942
- La prova preselettiva del concorso per Dirigenti Scolastici, Maggioli editore, Rimini 2017 ISBN 978-8891619747
- La prova scritta del concorso per Dirigenti Scolastici, Maggioli editore, Rimini 2017 ISBN 9788891622624
- Le competenze del Dirigente scolastico nel diritto amministrativo, Anicia edizioni, Roma 2018 ISBN 9788867093519
- Le lezioni simulate per la prova orale del concorso a cattedra, Maggioli editore, Rimini 2018 ISBN 9788891627650
- Competenze, metodologie e tecnologie didattiche, Maggioli editore, Rimini 2018 ISBN 9788891627308
- Avvertenze generali al concorso a cattedra nella scuola secondaria di II grado, terza edizione, Maggioli editore, Rimini 2018 ISBN 9788838776625
- Prova scritta per il concorso nelle scuole di ogni ordine e grado, seconda edizione, Maggioli editore, Rimini 2018 ISBN 9788838776571
- Avvertenze generali al concorso a cattedra nella scuola secondaria di I grado, terza edizione, Maggioli editore, Rimini 2018 ISBN 9788838776632
- Le performance del Dirigente scolastico, Anicia edizioni, Roma 2018 ISBN 9788867093793
- Quesiti a risposta multipla per la prova scritta (Consorso DSGA), Maggioli editore, Rimini 2018 ISBN 978-8891625601
- Oltre la "Buona scuola", Anicia edizioni, Roma 2018 ISBN 9788867093809
- Manuale per la preparazione al concorso del DSGA, Maggioli editore, Rimini 2018, ISBN 9788891621368
- Quesiti a risposta multipla per la prova preselettiva (Concorso DSGA), Maggioli editore, Rimini 2018 ISBN 9788891621412
- Pedagogia sociale, Libreria universitariaedizioni, Padova 2018 ISBN 8833590623
- L'insegnante nella scuola dell'infanzia, Maggioli editore, Rimini 2018 ISBN 978-8891612540
- Lezioni simulate per il sostegno, Maggioli, editore, Rimini 2018 ISBN 9788891631756
- Manuale per il sostegno, Maggioli editore, Rimini, 2019 ISBN 9788891636478
- Manuale per la prima prova scritta DSGA, Dike giuridica editrice, Roma, 2019 ISBN 978-8833581682
- Manuale per la seconda prova scritta DSGA, Dike giuridica editrice, Roma, 2019 ISBN 9788858210369
- Tirocinio formativo attivo - Tracce per la prova scritta, Maggioli editore, 2019 ISBN 9788891634702
- Dirigenti scolastici - Studio di casi, Dike giuridica editrice, Roma, 2019 ISBN 9788858210383
- Manuale per infanzia e primaria, Maggioli editore, Rimini, 2019 ISBN 9788891631923
- Quiz per ogni ordine e grado di scuola, Dike giuridica editrice, Roma, 2019 ISBN 9788858211410
- Avvertenze generali per ogni ordine e grado di scuola,Dike giuridica editrice, Roma, 2020 ISBN 9788858211403
- Competenze antropo-psico-pedagogiche e tecnologie didattiche, Maggioli editore, Rimini, 2020 ISBN 978-8891642714
- Manuale per l'insegnante di sostegno, Dike giuridica editrice, Roma, 2020 ISBN 8858212053
- Lezioni simulate per la scuola di secondo grado, Maggioli, editore, Rimini 2020 ISBN 9788832701715
- La pedagogia in cammino. La storia della pedagogia dall'antichità al mondo contemporaneo, University Press editore, 2022 ISBN 9788896476437